# PewDiePie vs. T-Series
PewDiePie vs. T-Series fue una rivalidad en línea entre dos canales de YouTube, PewDiePie (dirigido por Felix Kjellberg) y T-Series (dirigido por una compañía discográfica india del mismo nombre) por el título del canal de YouTube con más suscriptores. T-Series ha tenido el título de canal de YouTube más visto desde febrero de 2017, y PewDiePie había sido el canal de YouTube más suscrito desde agosto de 2013. La rivalidad entre los dos canales de YouTube comenzó cuando el recuento de suscriptores de T-Series comenzó a acercase al de PewDiePie a finales del año 2018.
Muchos YouTubers expresaron su apoyo a PewDiePie, incluidos Markiplier, Jacksepticeye, MrBeast, DanTDM, KSI, H3h3Productions y Logan Paul. Muchos de sus fans se esforzaron por ganar suscriptores para su canal de YouTube de muchas maneras, incluyendo marchas organizadas y videos de apoyo de YouTube. Los partidarios de PewDiePie a menudo usaba el lema "Suscribe to PewDiePie" ("Subscríbete a PewDiePie"). El activismo de algunos partidarios se extendió más allá de los fundamentos legales; el vandalismo, la piratería de sitios web, cuentas de redes sociales, dispositivos personales y la creación de malware habían tenido lugar para instar suscribirse a la gente suscribirse. "Bitch Lasagna", una pista de diss de PewDiePie contra T-Series, y el uso de comentarios anti-indios por parte algunos de sus fans (que PewDiePie criticaría más tarde), llevó a varios prominentes YouTubers indios a oponerse públicamente a PewDiePie y apoyar a T-Series con videos de YouTube y diss tracks de respuesta.
T-Series superó temporalmente a PewDiePie en suscriptores en numerosas ocasiones durante febrero,marzo y abril 2019.El 28 de abril de ese mismo año, PewDiePie lanzó un llamado para que sus seguidores pusieran fin a sus esfuerzos por mantenerlo como el canal de YouTube más suscrito, y con la importante ventaja que ahora tiene T-Series, generalmente se presume que la competencia terminó con la victoria de T-Series.

## Antecedentes y descripción general

#### PewDiePie
Felix Kjellberg, conocido en línea como PewDiePie, es un youtuber sueco que hace videos de comedia. Tradicionalmente ha sido conocido por sus vídeos de jugabilidad y su canal fue el más suscrito en YouTube desde 2013 hasta el 22 de febrero de 2019, cuando fue superado por T-Series, aunque PewDiePie recuperó el título poco después de aproximadamente 8 minutos. Su base de fans en el momento de la competencia era generalmente conocida como el «ejército de 9 años».

### T-Series
Es un sello y productor de películas de la India. En YouTube, tiene una red multicanal con 29 cuentas, administrada por un equipo de 13 personas. El canal principal contiene principalmente videos musicales indios (Bollywood e Indi-pop), así como avances de películas de Bollywood, y sube varios videos diariamente, y para el 13 de abril de 2019 ha tenido más de 13,300 videos alojados a la plataforma. T-Series se convirtió en el canal más visto en YouTube en febrero de 2017, y con más de 67.3 mil millones de visitas previstas en el 13 de abril de 2019. El 29 de mayo de 2019, el canal principal superó los 100 millones de suscriptores, siendo el primero en alcanzar esa marca, y siendo por 5 años la cuenta con más suscriptores en YouTube.

## Activismo

### Apoyo a PewDiePie

#### De YouTubers
El primer YouTuber prominente que apoyó a PewDiePie fue MrBeast, quien compró vallas publicitarias y anuncios de radio en Carolina del Norte instando a la gente a suscribirse al canal de PewDiePie. También creó un video de sí mismo diciendo "PewDiePie" 100.000 veces en un período de más de 12 horas.  MrBeast y sus amigos asistieron al Super Bowl LIII, vistiendo camisetas que decían "Sub 2 PewDiePie". El grupo se mostró de forma destacada en un tuit de ESPN después de que Stephen Gostkowski falló un gol de campo durante el primer cuarto.  
Otros YouTubers como Markiplier, Jacksepticeye y Logan Paul hicieron vídeos o tuits que anuncian su apoyo a PewDiePie en la competición, a menudo bajo el eslogan "Suscribe a PewDiePie". El youtuber Justin Roberts, un miembro del grupo Team 10, compró una cartelera en el Times Square de Nueva York. Markiplier hizo un seremos titulado "literalmente no me callaré hasta que te suscribas a PewDiePie" instando sus espectadores a suscribirse al canal de PewDiePie.